# Paul Leser
Paul Leser (* 23. Februar 1899 in Frankfurt am Main; † 22. Dezember 1984 in Hartford, Connecticut, Vereinigte Staaten) war ein deutsch-amerikanischer Ethnologe.

## Leben
Paul Leser entstammte einer wohlhabenden jüdischen Frankfurter Familie. Sein Vater war Oberlandesgerichtsrat. Leser besuchte von 1908 bis 1917 das Goethe-Gymnasium in Frankfurt (Main), studierte seit 1919 Völkerkunde an der Universität Bonn. Er war Schüler von Fritz Graebner und wurde von ihm im März 1925 promoviert. Von 1928 bis 1930 war er wissenschaftlicher Hilfsarbeiter am Museum für Völkerkunde in Frankfurt am Main. 1929 habilitierte er sich an der Technischen Hochschule Darmstadt und wurde Privatdozent für Völkerkunde. Von 1929 bis 1933 lehrte als Privatdozent für Völkerkunde an der Technischen Hochschule Darmstadt. Leser wurde 1933 als nicht beamteter Privatdozent entlassen. Das Fach Völkerkunde wurde daraufhin an der TH Darmstadt nicht mehr angeboten.
Paul Leser war in der Jugendbewegung im Nerother Wandervogel engagiert und gründete im November 1933, nach der von den Nationalsozialisten erzwungenen Auflösung des Bundes, gemeinsam mit Wolf Kaiser den illegalen Orden der Pachanten. Im Februar 1936 floh er aus Deutschland über Dänemark nach Schweden. Ab 1937 lebte er in Stockholm. Im Jahr 1942 brach er von Göteborg über Barcelona in die USA auf. Nachdem er zwischenzeitlich für die United States Army tätig war, er kämpfte in Nordafrika und Italien, lehrte er an verschiedenen amerikanischen Universitäten. Von 1952 bis 1967 war er Professor für Anthropologie in Hartford (Connecticut). Als Gastprofessor wirkte er 1958 an der Universität Köln und 1966/67 an der Universität Wien. Seit 1968 war er Präsident des Ständigen Internationalen Ausschusses für die Erforschung der Geschichte der Bodenbaugeräte.
Sein wissenschaftliches Hauptwerk ist das 1931 erstmals erschienene Buch Entstehung und Verbreitung des Pfluges. Auf fast 700 Seiten gibt Leser einen umfassenden Überblick über sämtliche Pflugformen der Erde, führt diese mit ca. 300 Abbildungen vor und beschreibt kritisch die unterschiedlichen Theorien über die Entstehung dieses wichtigsten Gerätes zur Bodenbearbeitung im Landbau.

## Ehrungen
- 1969: Ehrenmitglied der Berliner Gesellschaft für Anthropologie, Ethnologie und Urgeschichte

## Hauptwerk
- Entstehung und Verbreitung des Pfluges. Aschendorffsche Verlagsbuchhandlung Münster i. W. 1931 (= Anthropos-Bibliothek Band 3, H. 3). Reprint-Ausgabe herausgegeben von: The International Secretariat for Research on the History of Agricultural Implements, National Museum, Brede. Lyngby (Denmark) 1971. Hier Kurzbiographie u. Foto von Paul Leser sowie Bibliographie seiner Schriften bis 1970.